# Saint-Eugène (Charente Marittima)
Saint-Eugène è un comune francese di 318 abitanti situato nel dipartimento della Charente Marittima nella regione della Nuova Aquitania.

## Società

### Evoluzione demografica
Abitanti censiti